# Erateina linda
Erateina linda là một loài bướm đêm trong họ Geometridae.